# European Transactions on Telecommunications
European Transactions on Telecommunications is een internationaal, aan collegiale toetsing onderworpen wetenschappelijk tijdschrift op het gebied van de telecommunicatie. De naam wordt in literatuurverwijzingen meestal afgekort tot Eur. Trans. Telecomm. Het wordt uitgegeven door Wiley-Blackwell en verschijnt 8 keer per jaar. Het eerste nummer verscheen in 1990.